# Steeneichthys plesiopsus
 Steeneichthys plesiopsus és una espècie de peix de la família Plesiopidae i de l'ordre dels cipriniformes que es troba a Austràlia (Austràlia Occidental), Papua Nova Guinea, Fidji i Tonga.